# Sompolno-Kolonia
Sompolno-Kolonia – niestandaryzowana część miasta Sompolno, położona na północ od sompoleńskiej starówki. Jest to teren rzadko zabudowany o charakterze wiejskim.

## Historia
Sompolno-Kolonia to dawniej samodzielna miejscowość (kolonia), należąca od 1867 do gminy Lubotyń w powiecie kolskim w guberni kaliskiej. Za II RP Sompolno-Kolonia należała od 1919 do województwa łódzkiego. 19 października 1933 otrzymała status gromady (sołectwa) w gminie Lubotyń; gromada składała się z kolonii Sompolno oraz wsi: Nadjezioro, Predygerland, Wielki Las i Lesisko. Gromada ta okalała od północy i wschodu Sompolno (należące do gminy Sompolno), natomiast między nią a główną częścią gminy Lubotyń rozpościerała się południowa odnoga gminy Boguszyce, należącej do powiatu nieszawskiego w województwie warszawskim 1 kwietnia 1938 powiat kolski włączono do województwa poznańskiego. Na mapie administracyjnej według stanu z 1 kwietnia 1938 obszar gromady Sompolno-Kolonia przynależy do gminy Sompolno w powiecie kolskim.
Po wojnie Sompolno-Kolonia zachowało przynależność administracyjną do gminy Sompolno, stanowiąc jedną z jej 24 gromad. W związku z reformą administracyjną kraju jesienią 1954 weszło w skład nowo utworzonej gromady Sompolno w powiecie kolskim w województwie poznańskim. Gromadę Sompolno zniesiono 1 stycznia 1958 w związku z nadaniem jej statusu osiedla, w związku z czym Sompolno-Kolonia stało się integralną częścią Sompolno. 1 stycznia 1973 Sompolno odzyskało utracone w 1870 roku prawa miejskie, przez co Sompolno-Kolonia stało się obszarem miejskim.